# 풀크 5세 당주 백작
풀크(Foulques, 1089년 또는 1092년 – 1143년 11월 13일)는 1109년부터 1129년까지는 앙주의 백작이었고 1131년부터는 예루살렘 왕국의 왕위에 올랐다.

## 생애
풀크는 풀크 4세 당주 백작과 몽포르의 베르트라데의 아들로 출생연도는 확실하지 않다. 1109년 아버지 풀크가 죽자 앙주의 백작지위를 물려받았고 멘의 에멩가르데와 결혼하여 멘의 영지도 받았다. 잉글랜드의 왕위 계승분쟁에 가담하여 원래 잉글랜드의 헨리 1세와 루이 6세의 분쟁에서 루이를 지지했으나 1127년 아들 조프루아 플랜태저넷을 헨리의 딸 마틸다와 약혼시켜 헨리의 편으로 돌아섰다.
1120년 그는 십자군 원정에 참가하여 성지로 갔으며 그곳에서 무훈을 세웠다. 1127년 앙주로 돌아오려고 할 때 예루살렘 왕 보두앵 2세가 자신의 딸 멜리장드와의 혼인을 제안했다. 보두앵은 아들 후계자가 없었기 때문에 강력하고 부유한 풀크를 사위로 삼아 후게를 도모하려고 했던 것이다. 앙주로 돌아온 풀크는 아들 조프루아에게 지위를 물려주고 아들을 잉글랜드의 마틸다와 결혼시켰다. 이것이 잉글랜드 왕국의 플랜태저넷 왕가의 시초가 된다.
1129년 6월 2일 다시 팔레스타인으로 돌아온 풀크는 멜리장드와 결혼하였고 이듬해 아들 보두앵을 낳았다. 1131년 장인 보두앵 2세가 죽자 풀크는 멜리장드와 공동으로 예루살렘의 왕위에 올랐다. 왕에 오르자 그는 멜리장드를 배제하고 자신의 친정을 강화했고 앙주 출신의 귀족들을 선호하며 다른 십자군 국가에 대한 예루살렘의 종주권을 강화하고자 했다.
즉위 초기 풀크는 본토 십자군 2세대 귀족들과 세력드의 저항을 받았다. 아내 멜리장드의 동생 알리스가 안티오키아에서 문제를 일으켰고 1134년에는 멜리장드에게만 충성을 맹세하는 르 퓌제의 위그가 반란을 일으켜 아스칼론의 이슬람과 손을 잡았다. 이때 풀크는 위그와 멜리장드 사이에 관계가 있다고 여겼는데 마침 위그를 암살하여는 시도가 있었다. 그 배후에 풀크가 있다고 의심받았기 때문에 풀크는 급속하게 왕국내에서 영향력을 상실하고 멜리장드를 따르는 분파가 권력을 잡았다.

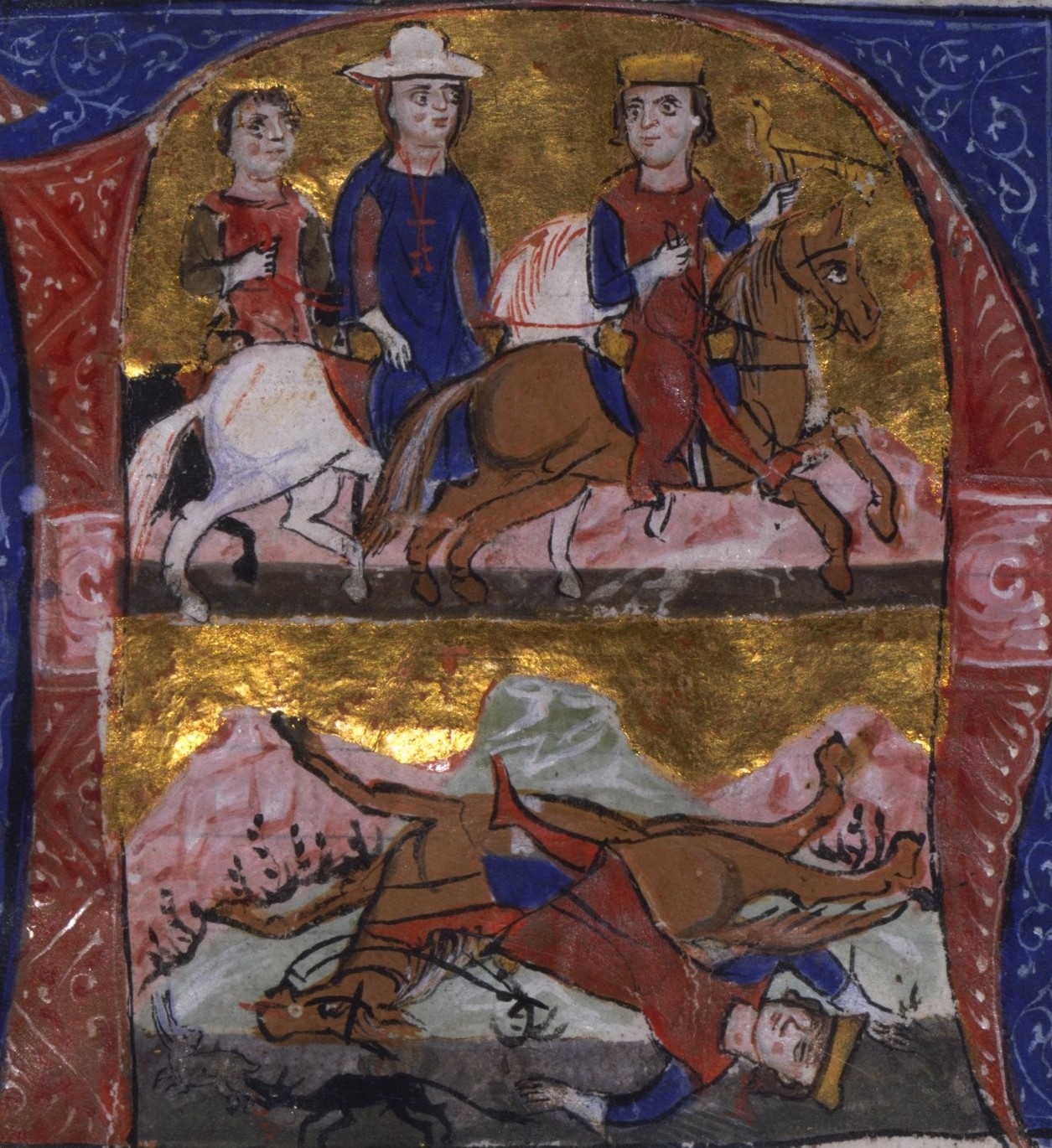
풀크의 죽음, 티레의 기욤의 책의 삽화.

풀크는 재위 시절 왕국의 변경의 방위에 힘썼다. 1137년 모술의 아타베그 이마드 앗 딘 장기가 점차 세력을 키워 다마스쿠스를 위협했는데 1140년에 풀크는 다마스쿠스를 도와 장기의 군대를 물리쳤다. 또한 남쪽 변경에 알 카라크, 이벨린등 요새를 세워 방위를 튼튼하게 했다.
1143년 풀크는 아내 멜리장드와 함께 아크레에서 사냥을 하던 중 낙마사고를 당했는데 사흘을 의식없이 보내다가 결국 11월 3일 아크레에서 죽었다. 티레의 기욤의 기록에 의하면 비록 멜리장드는 풀크와 사이가 좋지 않았지만 진심으로 그의 죽음을 슬퍼했다고 한다.
그의 사후 장기는 십자군 국가에 대한 진군을 계속하여 1144년 에데사 백국이 무너졌고 이는 제2차 십자군의 발흥의 계기가 되었다.

## 가족관계
- 첫 번째 결혼: 멘의 에멩가르데 (1126년 사망), 4명의 자녀가 있음

1. 조프루아 플랜태저넷 : 잉글랜드의 플랜태저넷 왕가의 시조
2. 시빌라
3. 알리스 (또는 이사벨라)
4. 엘리아스

- 두 번째 결혼: 예루살렘의 멜리장드, 예루살렘의 여왕

1. 보두앵 3세
2. 아모리 1세

| 전임 보두앵 2세 | 예루살렘 왕 1131년 - 1143년 | 후임 멜리장드 보두앵 3세 |